# Neiva crassa
Neiva crassa är en insektsart som beskrevs av Young 1977. Neiva crassa ingår i släktet Neiva och familjen dvärgstritar. Inga underarter finns listade i Catalogue of Life.